# Ivan Adamič
Ivan Adamič, slovenski dijak, * 1893, † 20. september 1908, Ljubljana.
Kot petnajstletni dijak četrtega letnika II. državne gimnazije (danes Gimnazija Poljane) je 20. septembra 1908 skupaj z Rudolfom Lundrom na Pogačarjevem trgu v Ljubljani padel kot naključna žrtev nemškega vojaškega nasilja ob spopadih zaradi nestrpnosti med slovenskim in nemškim prebivalstvom. Bil je mlajši brat skladatelja Emila Adamiča.